# Malem (Micronesië)

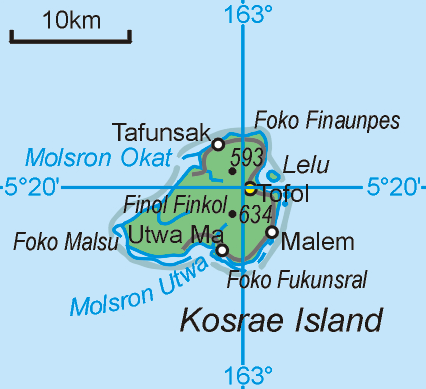
Kaart van Kosrae met Malem in het oosten.

Malem is een dorp en gemeente op Kosrae in Micronesia. Malem telt 1.430 inwoners. Malem betekent letterlijk vertaald "Maan".
Malem grenst aan Utwe in het westen en Lelu in het noorden.
Lelu · Malem · Tafunsak · Utwe · Walung